# Шумен (железопътна гара)
Железопътна гара Шумен е железопътна гара, обслужваща град Шумен. Разположена е на жп линията Варна-София, и е от гарите с изразен пътникопоток.
Шуменската гара е и разпределителна – оттук тръгва жп линията за град Смядово и за село Комунари, откъдето се правят връзки за градовете Дългопол, Карнобат и Бургас. В близост до гарата е разположена и Автогара Шумен.
Гарата е съставена от 3 коловоза за приемане на влакове, и от 7 – 8 глухи, за маневри. Всекидневно на нея пристигат и заминават повече от 20 влака, повече от половината от които са за Варна (пътнически, бързи, включително нощен, и експрес). Има и директен влак до Велико Търново и Стара Загора.

## История
Тя е една от първите железопътни гари в България. Железопътната линия е построена за много кратко време, основно на два етапа. Първата отсечка от гара Каспичан до Варна е въведена в експлоатация през 1866 г. и е част от първата железопътна линия в днешните български земи Русе – Варна, а втората е строена на няколко подетапа (от 1894 до 1899 г.). Гара Каспичан е създадена като жп станция Шумлъ на първата жп линия Русе – Варна.
През 1894 г. се построява участъкът Шумен – Каспичан с дължина 23,9 км. Открит е за експлоатация на 20 юни 1895 г. Тогава е завършен и вторият етап от жп линията София – Горна Оряховица – Варна, с дължина 541 км. Първият началник на гара Шумен е О. Саваджиян, който поддържал гарата с 18 души персонал. Основната ѝ дейност била превоз на пътници и товари.
Най-дългата отсечка Плевен – Шумен влиза в експлоатация на 8 октомври 1899 г. Тази линия скоро преобразява стопанския живот на цяла Северна България.
През 1912 г. Пивоварно дружество Шумен решава да построи жп линия за своите нужди, която да свързва бирената фабрика с Жп гара Шумен. Първата копка на линийката е направена на 1 август 1912 г. Приемането ѝ става от специална комисия през 1914 г. Линийката, наречена Катеринка, минавала по северния склон на Илчов баир извън града.
През 1928 г. от София и Варна през гара Шумен преминават 2 пътнически, 2 бързи и един смесен влак.
На мястото на старата шуменска гара, построена през 1895 г., през 1942 г. е поставено началото на строителството на нова, модерна, съвременна сграда. Разположена на площ от 1800 кв.м и дължина 100 м, сградата е с две крила, разделени с голяма чакалня. В лявото крило се намират железопътните служби, а в дясното – ресторант и чакални. На втория етаж се разполагат съобщителните средства. Перонът е покрит с железобетонен навес, дълъг 200 м.
По време на Втората световна война транспортът е поставен при утежнени условия на работа поради голямото нарастване на обема на превозваните стоки – багажи и колетни пратки, във връзка с военните нужди. Независимо от трудностите ролята на Жп гара Шумен нараства.
Железопътният транспорт в района до 9 септември 1944 г. е с остаряла материално-техническа база, с износен подвижен състав, а железопътният път е на ниско технико-експлоатационно равнище. Въпреки това той спомага за комуникациите на града с останалите райони на страната и света.
През 2015 г. са спрени 12 пътнически влака, по направленията: Шумен–Горна Оряховица, Шумен–Варна и Шумен–Комунари. Това предизвиква протест, организиран от местните синдикални организации.